# Le Contemplatif
Le Contemplatif ou Le Contemplateur (en russe : Созерцатель) est un tableau du peintre russe Ivan Kramskoï (1837-1887), réalisé en 1876, qui fait partie de la collection du Musée national de peinture de Kiev. Ses dimensions sont de 85 × 58 cm.

## Histoire et description
Ce tableau s'inscrit dans une série de peintures de Kramskoï réalisées dans les années 1870 et au début des années 1880, dans lesquelles il représente des paysans, des gens simples vivant simplement leur vie émotionnelle. Le tableau représente un paysan debout dans un sentier enneigé de la forêt. Il est vêtu d'un manteau en lambeaux et porte des laptis aux pieds, ses mains sont cachées dans ses manches, il paraît transi. Il s'est arrêté et semble s'être fait de profondes réflexions.
L'idée de réaliser le tableau Le Contemplatif apparaît chez Kramskoï au début des années 1870. Pavel Tretiakov s'intéressa au sujet et on pense qu'il a suggéré ce nom à Kramskoï qui l'a réalisé en 1877, mais il ne l'a pas acheté :

« Je l'appelle contemplatif parce que je le vois contempler… Je ne dis pas qu'il contemple certainement la nature : peut-être contemple-t-il la vie tranquille de sa famille après la fin de son voyage ; peut-être voit-il la pauvreté insurmontable et le froid et la faim et la colère qui l'attendent à la maison, peut-être les joies de son premier cabaret, peut-être se représente-t-il simplement ce qu'il aurait pu obtenir à ce moment-là si Dieu l'avait aidé ! »

Comme Tretiakov n'a pas acheté ce tableau, il est resté dans l'atelier du peintre jusqu'en 1878.
En 1878, le tableau a été présenté à la 6e exposition des Ambulants. Après cela, le tableau a été acquis par Fiodor Terechtchenko (ru). Plus tard, la collection Fiodor Terechtchenko et le tableau Le Contemplatif sont devenus une partie de la collection du musée national de peinture de Kiev.
Fiodor Dostoïevski, dans son roman Les Frères Karamazov, utilise ce tableau de Kramskoï pour décrire un de ses personnages, Pavel Smerdiakov :

« Il existe un tableau remarquable du peintre Kramskoï, intitulé Le Contemplatif. Il représente une forêt en hiver. Sur le sentier qui la traverse on voit un moujik tout à fait solitaire, en caftan et en savates, qui s'est égaré là, et paraît méditer dans cette solitude complète. En réalité, il ne médite pas, mais s'abîme dans une obscure contemplation. Quelqu'un le pousserait-il du coude en cet instant, il tressaillirait, et aurait l'air de se réveiller subitement, regardant sans comprendre ce qui lui arrive. Il retrouverait immédiatement ses esprits, mais serait incapable de dire à quoi il avait réfléchi pendant ces quelques minutes. Cependant, il gardera soigneusement au fond de son être les impressions accumulées au cours de sa rêverie contemplative. Ces impressions lui sont chères et il les recueille en lui sa vie durant, de façon imperceptible et même inconsciente. Dans quel but, il l'ignore évidemment. Un jour peut-être ces impressions accumulées pendant des années le pousseront à tout abandonner soudain et à partir pour Jérusalem en pèlerinage afin d'y faire son salut ; ou encore, elles l'inciteront, on ne sait pourquoi, à mettre le feu à son village natal. Il se pourrait même qu'il accomplît les deux actions à la fois. Ces contemplatifs sont nombreux dans notre peuple. »